# Автошлях Т 0444
Автошля́х Т 0444 — автомобільний шлях територіального значення у Дніпропетровській області. Пролягає територією Дніпровського та Солонянського районів через Новомиколаївку — Богданівку — Сурсько-Михайлівку. Загальна довжина — 13,2 км.

## Маршрут
Автошлях проходить через такі населені пункти:
| Автошлях Т 0444                    |        |
| Дніпропетровська область           |        |
| Дніпровський район                 |        |
| Сурсько-Литовська сільська громада |        |
| Новомиколаївка                     | Т 0421 |
| Солонянська селищна громада        |        |
| Богданівка                         |        |
| Сурсько-Михайлівка                 | Р80    |